# Nahverkehr in Potsdam

Infrastruktur des öffentlichen Nahverkehrs in Potsdam, Stand 2009

Der öffentliche Nahverkehr in Potsdam besteht aus Linien von Eisenbahn (Regional-Express, Regionalbahn, S-Bahn), Straßenbahn (Tram) und Omnibus sowie einer Fährverbindung. Der Aufbau des Straßenbahnnetzes wurde 1880 als Pferdebahn begonnen. Schwierigkeiten verschiedener Art waren vor der Elektrifizierung zu meistern, die erst im Jahr 1907 erfolgte, dann aber den Grundstein für das heute wichtigste öffentliche Verkehrsmittel der Havelstadt mit einem fast 30 km langen Straßenbahnnetz bildete. Mit verschiedenen Innovationen und Prototypen (zum Beispiel des Tatra KT4) sorgte der Verkehrsbetrieb für Aufsehen. Bis 1995 verkehrten im Potsdamer Stadtteil Babelsberg auch Oberleitungsbusse.
Die Straßenbahn- und Stadtbuslinien werden vom städtischen ViP – Verkehrsbetrieb Potsdam GmbH betrieben; die Regionalbuslinien von der Havelbus Verkehrsgesellschaft mbH, der regiobus Potsdam Mittelmark GmbH und der Verkehrsgesellschaft Teltow-Fläming, sowie Linien von und nach Berlin von der BVG. Die öffentlichen Potsdamer Nahverkehrsmittel sind dem Verkehrsverbund Berlin-Brandenburg (VBB) angeschlossen.

## Geschichte

### Omnibus
Bereits vor der Jahrhundertwende gab es einen regen Droschkenverkehr in Potsdam. Lange vor der Pferdebahn existierten bereits um 1850 die ersten Pferdeomnibuslinien in Potsdam, die zum einen von der Glienicker Brücke über den Wilhelmplatz zum Wildpark sowie vom Bahnhof nach Sanssouci führten. Mit Eröffnung der Pferdebahn erschlossen künftige Linien hauptsächlich die noch nicht von der Bahn erreichten Stadtviertel. So verkehrte ab 1885 eine weitere Linie vom Wilhelmplatz aus über Nowawes nach Drewitz. Gerade für die nördlichen Stadtteile und das stark wachsende Nowawes bestand ein großer Bedarf an einer zeitgemäßen Anbindung an das Stadtzentrum. Als Kompromiss zu den immer noch ergebnislosen Bestrebungen einer Straßenbahnanbindung der nördlichsten Stadtteile, wurde am 13. Dezember 1906 eine Omnibuslinie zwischen Nowawes und der Artilleriekaserne des 2. und 4. Feldartillerie-Regiments in Nedlitz durch die gegründete Potsdamer Allgemeine Omnibus Gesellschaft eingerichtet. Federführend war hier der Nowaweser Bankier Georg Friedeburg. Zum Einsatz kamen zwei Omnibusse des Herstellers Daimler, allerdings wurde dieser Betrieb neun Monate später wieder eingestellt.
Die Reichspost begann ab 1924 mit einigen Linien, die vor allem ins Potsdamer Umland führten, einen Omnibusbetrieb in Potsdam. Mit der Anbindung von Nowawes durch die Straßenbahn wurden hier weitere Projekte zunächst nicht weiterverfolgt. Das rasche Wachstum der Gemeinde, vor allem durch die Lokomotivfabrik Orenstein & Koppel, führten allerdings nach dem Ersten Weltkrieg zu erneuten Bestrebungen. Erst rund zwanzig Jahre nach dem Scheitern des ersten Betriebs in Nowawes wurde am 15. September 1927 mit zwei Linien wieder ein Omnibusverkehr eingerichtet. Hierfür wurden drei Busse des Typs Büssing erworben, die zwischen der Ortsmitte und Bergstücken (nahe der heutigen Steinstraße) und zum Bahnhof Neubabelsberg verkehrten. Das Hauptverkehrsmittel in Potsdam blieb weiterhin die Straßenbahn.
Zu einem tragischen Unfall kam es am 5. August 1939, als am Bahnübergang in der Steinstraße ein Wagen der Linie 6 mit einem Eilgüterzug zusammenstieß. Die Schranke schloss nicht, woraufhin es zur Kollision kam und der Bus 400 Meter weit mitgeschleift wurde. Elf Menschen überlebten das Unglück nicht, zwölf weitere erlitten zum Teil schwerste Verletzungen.
Während des Zweiten Weltkrieges mussten die Potsdamer erhebliche Einschränkungen im Busverkehr hinnehmen, so wurde der Verkehr mangels Treibstoff 1942 auf Fahrzeuge mit Stadtgasantrieb umgestellt.

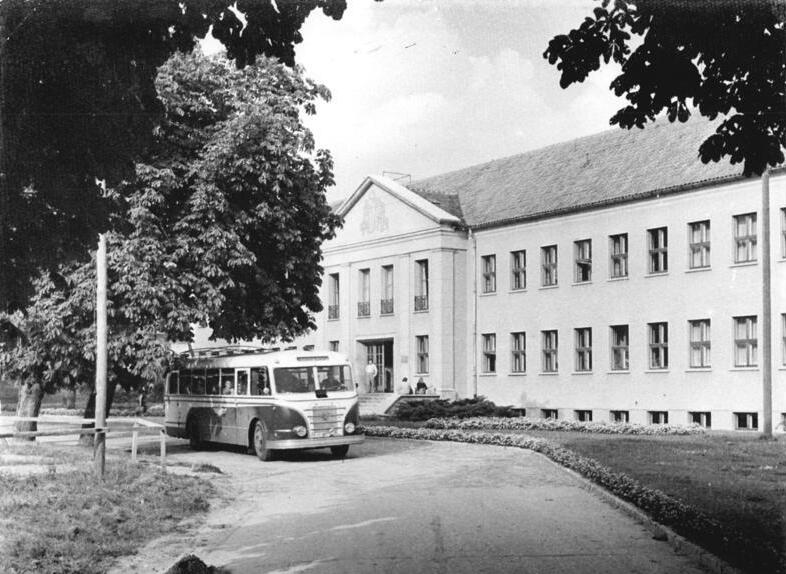
Omnibus am Bornimer Institut für Agrartechnik, 1958

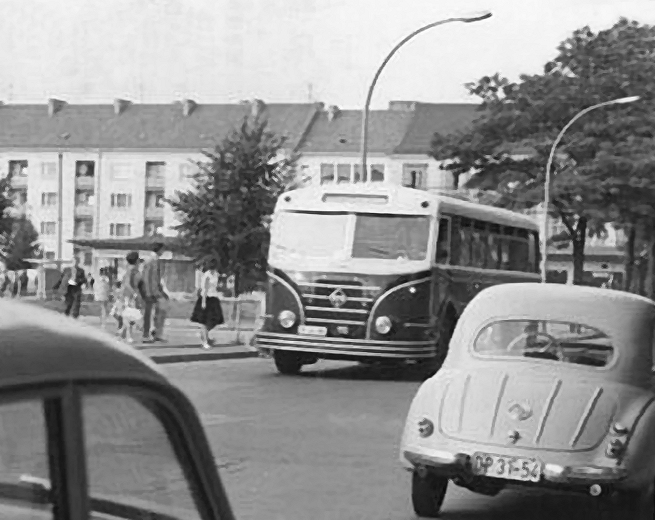
Omnibus nahe dem Platz der Einheit, 1962

Nach dem Krieg wurde im Jahr 1949 der Busverkehr im Stadtteil Babelsberg (vorher Nowawes) wieder aufgenommen und 1950 ein zentral gelegener Omnibusbahnhof auf dem Bassinplatz eingerichtet, zunächst noch provisorisch. Drei Jahre später konnte der regelmäßige Linienbetrieb nach Werder wieder aufgenommen werden. Über die Glienicker Brücke konnte mit der Buslinie A6 wieder der Berliner Bahnhof Wannsee erreicht werden.
Als 1956 das Gelände einer früheren Bäckerei in der Babelsberger Johannsenstraße geräumt wurde, konnte dieses fortan als Betriebshof für ein regionales Verkehrsunternehmen genutzt werden. Aus der Zusammenlegung der Kraftverkehrskombinate Stahnsdorf und des Potsdamer Kombinatsteils für den Kraftverkehr wurde der VEB Personenkraftverkehr Potsdam-Babelsberg gegründet, wofür 71 Omnibusse und 12 Anhänger bereitstanden, die auf insgesamt 16 Linien zum Einsatz kamen. Ein Jahr später wurde außerdem der VEB Taxi mit seinen 21 Fahrzeugen in den Betrieb integriert.
Als erste Neubaufahrzeuge erreichten ab 1953 Busse des Typs H6B Potsdam sowie 1956 die ersten drei Busse des Typs Ikarus 66, die fortan im Stadtverkehr Verwendung fanden. Auf der Leipziger Messe gelang es dem damaligen Direktor des Verkehrsbetriebes Strömbach ab 1958 französische Busse des Typs Chausson zu beschaffen. Von den in der DDR einmaligen Fahrzeugen wurden insgesamt neun Stück in Dienst gestellt.

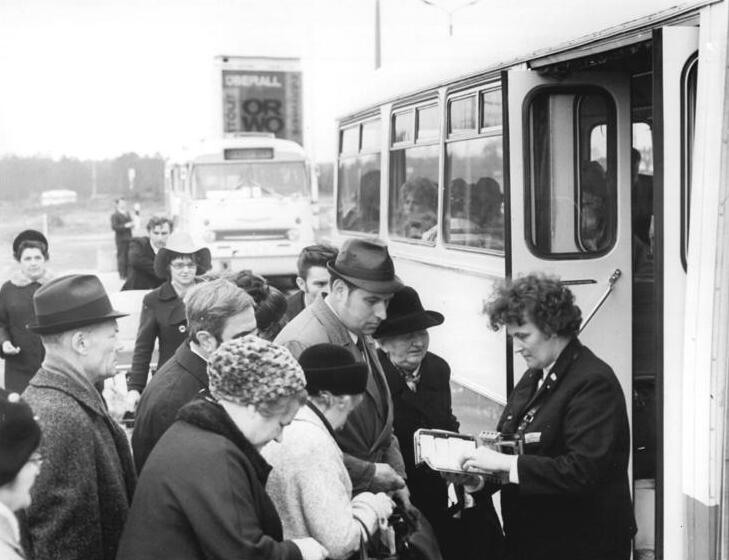
Omnibus an der Grenzkontrollstelle Dreilinden, 1972

Mit Errichtung der Berliner Mauer wurde der grenzüberschreitende Omnibusverkehr eingestellt. Erst 1972 konnte wieder eine Buslinie zwischen West-Berlin und Potsdam via der Grenzkontrollstelle Dreilinden eingerichtet werden, die zur Autobahnabfahrt Drewitz führte. Hier bestand ein Anschluss an einen Bus zum Potsdamer Bassinplatz. Die grenzüberschreitende Linie wurde von den West-Berliner Verkehrsbetrieben BVG betrieben und es wurden hohe Anforderungen an Betrieb und Personal gestellt, beispielsweise wurden die eingesetzten Fahrzeuge mit einer höheren Batterieleistung versehen, da lange Standzeiten an der Grenzkontrollstelle die Regel waren. Selbstverständlich konnte die Linie nur von Fahrgästen mit den erforderlichen Dokumenten genutzt werden.
Im Dezember 1969 begann der Einsatz von Gelenk-Omnibussen des Typs Ikarus 180 auf der Linie Potsdam – Teltow mit zwei Fahrzeugen. Dies war der erste Einsatz von Gelenkomnibussen in Potsdam.
Ebenfalls kamen in Potsdam Busse der Typen Ikarus 55, Ikarus 556 und Ikarus 630 zum Einsatz.
Das Wohngebiet Zentrum Ost wurde durch eine Buslinie zur Yorckstraße über die Lange Brücke angebunden. Ab 1976 erreichte die Linie G das neue Wohngebiet Am Stern, wobei sie bis zur Eröffnung der Sternstrecke der Straßenbahn auf einen 5-Minuten-Takt verdichtet wurde und an ihre Kapazitätsgrenze gelangte.
Von den Regionallinien war besonders die Verbindung zwischen der Bezirkshauptstadt Potsdam und Stahnsdorf sowie Teltow durch sehr hohe Fahrgastzahlen gekennzeichnet, die besonders im Berufsverkehr häufig zu Überfüllung der Busse führten. 1968 wurden Eilwagen nach Teltow sowie Falkensee eingeführt. Bereits vor 1972 war der Bassinplatz der zentrale Omnibusbahnhof in Potsdam, im September des Jahres erfolgte die feierliche Übergabe des neuen Busbahnhofs, der bis 1977 auch eine hohe Überdachung erhielt. Zur gleichen Zeit wurden die ersten sowjetischen Omnibusse des Typs LiAZ-677 eingesetzt, die erstmals auch Automatikgetriebe hatten.
Mit Beschaffung dieser neuen Busse sowie weiterer der Serie Ikarus 280 und Ikarus 260 des ungarischen Herstellers Ikarus, die Potsdam ab 1973 erreichten, erfolgte die Ausmusterung der Chausson-Busse bis 1978. Des Weiteren wurden auch die Ikarus 66 durch die neuen Fahrzeuge bis 1980 ersetzt.
Nach Eröffnung der Sternstrecke gab es auch Veränderungen im Liniennetz der Stadtbusse. 1984 wurde die erste Buslinie zum späteren Wohnkomplex Drewitz eröffnet. Außerdem war nun die Haltestelle Johannes-Kepler-Platz Ausgangspunkt für die grenzüberschreitende Verkehr. Linie D-16 verkehrte von Johannes-Kepler-Platz im Stunden-Takt, später zeitweise gar alle 30 Minuten, zur A115 ehemalige AS Babelsberg. An Stelle des Rastplatzes "Am Stern" befand sich ein Umsteigepunkt. Über eine kleine Treppe erreichte man den Bus der BVG (Linie E), dessen Haltestelle sich direkt auf dem Standstreifen der Autobahn befand. Dieser nutzte die ehemalige AS Babelsberg zum Wenden und fuhr zurück nach Westberlin.
Linie D-16 hielt später auch an den Haltestellen zwischen Jagthausstraße und Johanes-Kepler-Platz und durfte auch von DDR-Bürgern genutzt werden. Sie diente den dortigen Anwohnern als Zubringer zur Straßenbahn. 
Mit Gründung der Taxigenossenschaft Potsdam im Jahr 1990 endete auch der betriebseigene Taxiverkehr.
Ab 1992 kamen zu den bestehenden Stadtlinien zusätzliche Ausflugslinien hinzu, die vor allem am Wochenende die wichtigsten Sehenswürdigkeiten im Stadtgebiet erreichten, außerdem wurde im Sommer kurzzeitig das Strandbad Templin (heute Waldbad Templin) angefahren. Im gleichen Jahr wurden die letzten Ikarus-Busse der ViP ausgesondert. Der Regionalverkehr wurde ausgegliedert und die Havelbus Verkehrsgesellschaft mbH Potsdam gegründet. Mit Umgestaltung des Bassinplatzes 2001 wurde die Überdachung des früheren Busbahnhofs entfernt. Der neue zentrale Omnibusbahnhof liegt seit dem Jahr 2000 am Südeingang des Potsdamer Hauptbahnhofs.
Mit Eröffnung des Betriebshofs Wetzlarer Straße 2001 konnte der bisherige Betriebshof Bus im Industriegebiet Rehbrücke aufgelassen werden.
Umfangreiche Änderungen im Stadt- und Regionalbusgefüge fanden am 1. April 2010 statt. Einerseits wurde zu diesem Zeitpunkt das Verkehrskonzept Stadt+ (später Mobil+) von ViP und Havelbus eingeführt, was andere Linienwege und Angebotsanpassungen mit sich brachte. Während in den Vorjahren zwecks umsteigefreier Direktverbindungen lange Linienläufe präferiert wurden (bspw. 693 und 694), soll mit dem neuen Konzept durch Verkürzung und Aufteilung die Pünktlichkeit verbessert werden (z. B. 603, 698, 699). Andererseits übernahm die ViP den Betrieb auf 6 Linien von Havelbus. Ursache dafür war die Eingemeindung der mit diesen Linien bedienten nördlichen Ortsteile im Jahr 2003 und die Regelung des internen Betreibers nach EG-Verordnung Nr. 1370/2007. Fortan galten die Linien X5, 605, 606, 609, 638 und 639 (bspw. nach Golm, Fahrland, Groß Glienicke und Berlin-Spandau) als Stadtbuslinien, für deren Betrieb auch 15 Fahrzeuge und 42 Personale durch die ViP übernommen wurden.

### S- und Regionalbahnen

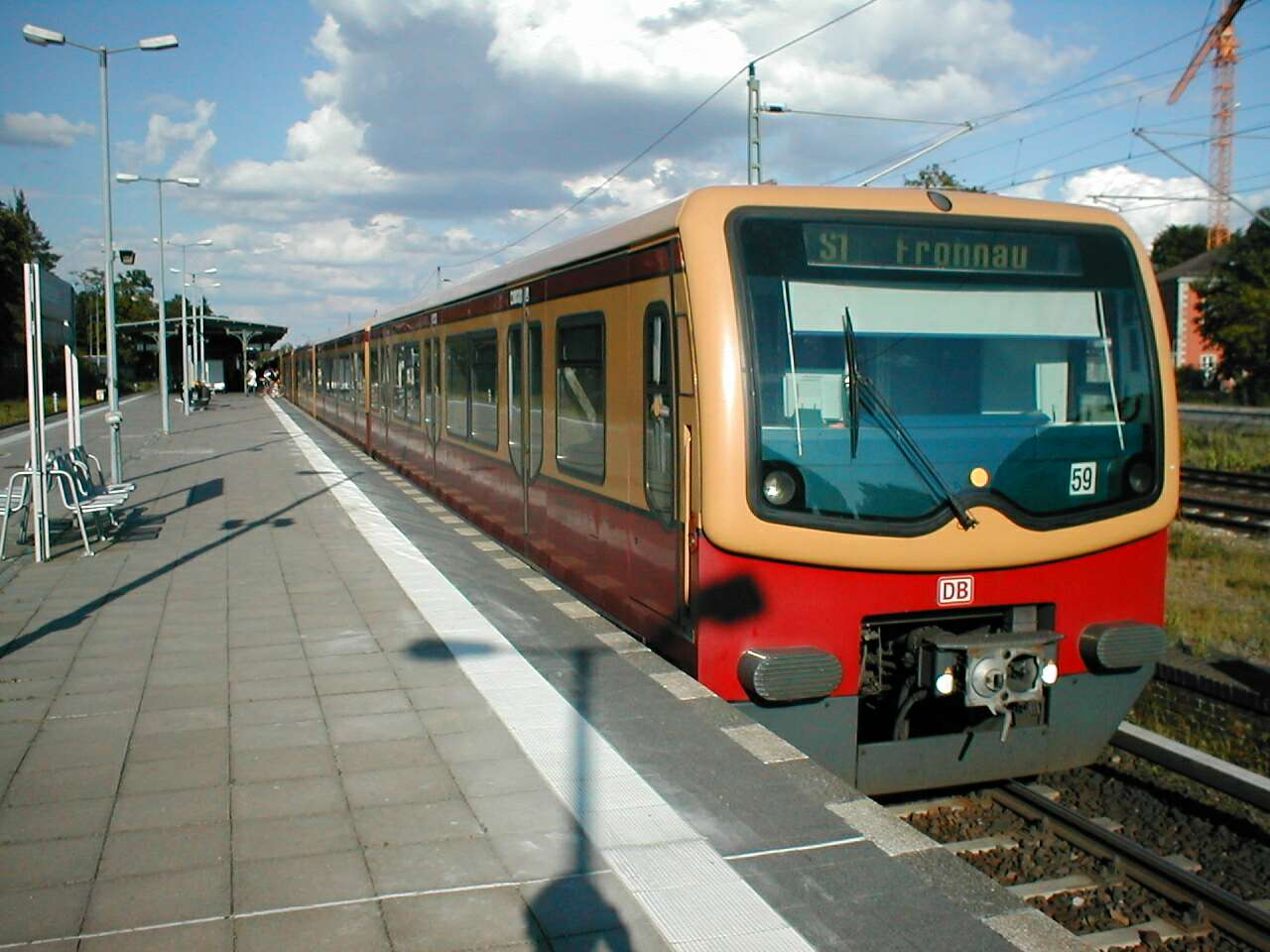
S-Bahn im Bf. Griebnitzsee

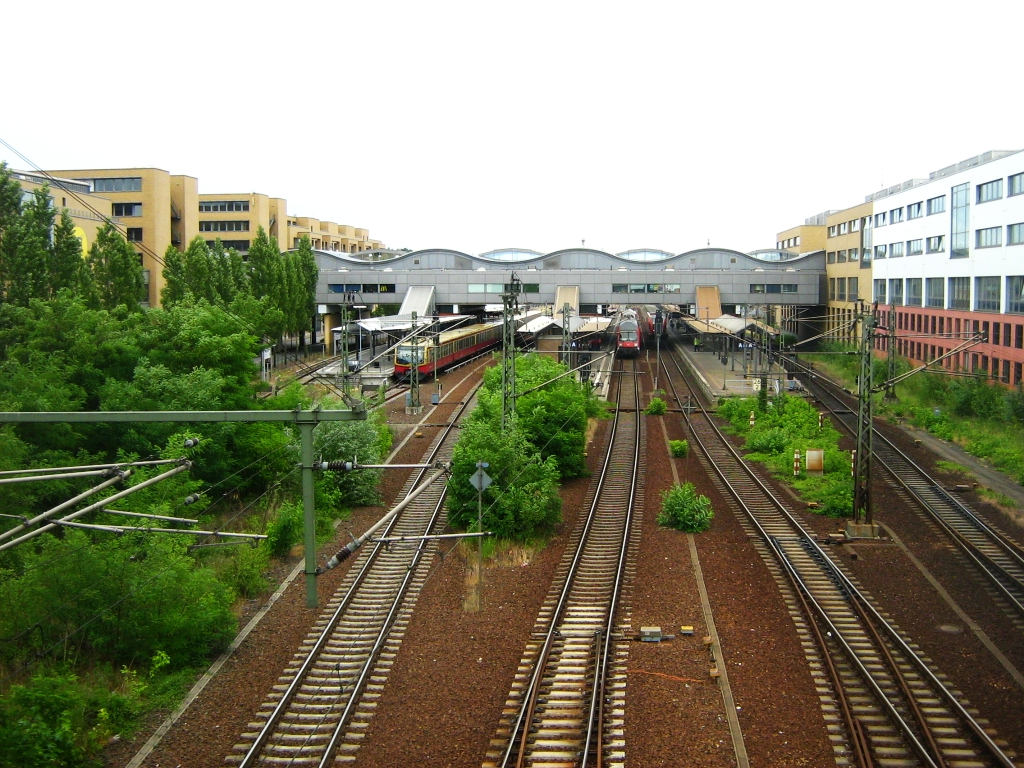
S- und Regionalbahn-Züge am neuen Potsdamer Hauptbahnhof

Nachdem in Bayern bereits 1835 mit der Ludwigseisenbahn der Beweis für einen wirtschaftlichen Nutzen einer Eisenbahn in Deutschland erbracht wurde, dauerte es nur wenige Jahre, bis auch in Preußen am 22. September 1838 die erste Eisenbahnstrecke zwischen Berlin und Potsdam eingerichtet wurde. Der Potsdamer Bahnhof wurde südlich der Havel angelegt, wobei der Fluss eine Verlängerung der Trasse weiter nach Westen zunächst verhinderte. Erst am 7. August 1848 konnte die weitere Strecke nach Magdeburg eröffnet werden.
→ Zur näheren Geschichte der Eisenbahn in Potsdam siehe auch: Bahnstrecke Berlin–Magdeburg
Der erste Zug der Berliner S-Bahn erreichte Potsdam im Jahr 1928.
In den 1950er Jahren begannen die Maßnahmen zur Abriegelung der DDR von West-Berlin. Als Voraussetzung dazu wurde der Berliner Außenring mit dem für Potsdam wichtigen Halbring Schönefeld–Hennigsdorf–Hohen Neuendorf gebaut. Im Anschluss an den quer durch den Templiner See errichteten Bahndamm entstand 1958 der neue Potsdamer Hauptbahnhof (heute Potsdam-Pirschheide). Dessen städtische Randlage wurde u. a. durch eine Neuausrichtung des Straßenbahnnetzes zu kompensieren versucht.
Die durchgehende Benutzung der S-Bahn nach West-Berlin war für DDR-Bürger bereits in den 1950er Jahren verboten, der elektrische S-Bahnbetrieb endete mit dem Mauerbau 1961. Damit verlor die zentrale Bahnstrecke Wildpark (heute Park Sanssouci) – Potsdam West (heute Charlottenhof) – Potsdam Stadt (heute Potsdam Hauptbahnhof) – Babelsberg – Griebnitzsee ihre Bedeutung. Berlin, „Hauptstadt der DDR“ konnte nur noch über den Außenring vom damaligen Hauptbahnhof (Pirschheide) mit den Sputnik genannten Doppelstockzügen erreicht werden. Nach West-Berlin war ein Umweg über den Grenzübergang Bahnhof Berlin Friedrichstraße notwendig. Vom Hauptbahnhof aus gab es eine S-Bahn-Linie mit Dieselzügen der Baureihe 171 (später BR 771) nach Babelsberg über Potsdam West und Potsdam Stadt. Diese wurden im Sprachgebrauch als Eule bezeichnet. Der Bahnhof Griebnitzsee war geschlossen und diente als Grenzbahnhof für den Transitverkehr.
Nach dem Mauerfall wurde am 22. Januar 1990 zunächst der mit Doppelstockzügen betriebene S-Bahn-Verkehr über Griebnitzsee nach Berlin-Wannsee verlängert, gezogen von Lokomotiven der DR-Baureihe 118. Nach der erneuten Elektrifizierung sowie Anpassungen der Gleis- und Signalanlagen erreichten am 1. April 1992 dann auch wieder die Züge der Berliner S-Bahn auf einer eingleisigen Strecke mit Ausweichmöglichkeiten in Griebnitzsee und Babelsberg den Bahnhof Potsdam Stadt. Beim Wiederaufbau bereits vorgesehen war ein zweigleisiger Ausbau des Streckenabschnitts Berlin-Wannsee – Potsdam. Zwar gibt es immer wieder Diskussionen über den Bau des zweiten Streckengleises der S-Bahn, jedoch wird der Betrieb bis heute eingleisig mit Kreuzungsbahnhöfen abgewickelt. Diese Betriebssituation führt bei Störungen des 10-Minuten-Takts häufig zu Folgeverspätungen.
Aufgrund der wieder errichteten Verbindungen in Richtung Berlin über die Bahnstrecke Berlin–Magdeburg verlor der heutige Bahnhof Potsdam-Pirschheide an Bedeutung. Dessen oberer Bahnsteig wurde im Mai 1998 stillgelegt.
Seit der Wiedereröffnung der Strecke wurden folgende Fahrzeuge eingesetzt:
- ET 165 – In den ersten Jahren sehr selten eingesetzt, meist bei einer bauartbedingten Durchbindung der Züge von Berlin-Wannsee – Frohnau bzw. Oranienburg
- ET 167 – Einsatz zwischen 1992 und etwa 2002.
- Baureihe 480 – Dieser Fahrzeugtyp wurde sehr selten auf der Strecke nach Potsdam eingesetzt.
- Baureihe 481 – Diese Baureihe wird heute fast ausnahmslos auf der S1 / S7 eingesetzt.

Zwischen Beelitz und Drewitz verkehrten Personenzüge mit Anschluss an den Sputnik in Bergholz. Zum Einsatz kamen hier Lokomotiven der Baureihe V 100 mit Reko-Wagen oder Leichtverbrennungstriebwagen der Baureihe 171 (später BR 771).
Im Fahrplanjahr 1989/90 verkehrten zwischen Beelitz-Heilstätten und Drewitz täglich 25 Zugpaare mit regelmäßigem Anschluss an die Sputnik-Züge in Richtung Karlshorst.
Seit dem 26. Mai 1995 wurde mit der Regional-Express-Linie RE1 eine zusätzliche Verbindung geschaffen, welche einen Teil des starken Verkehrsaufkommens von und nach Berlin auffängt. Bis zur Elektrifizierung der Bahnstrecke nach Magdeburg im Dezember 1995 verkehrten Diesellokomotiven der Baureihe 234 mit modernisierten Regional-Express-Wagen zwischen Berlin Zoologischer Garten und Magdeburg. Mit Umstellung auf elektrischen Zugbetrieb lösten Lokomotiven der Baureihe 112 die Dieselloks ab. Mit Wiedereröffnung der Berliner Stadtbahn 1997 kamen moderne Doppelstockwagen Görlitzer Produktion zum Einsatz, die unter der Marke RE 160 verkehrten, die auf ihre Höchstgeschwindigkeit hinwies. 1998 kamen auf dieser Linie zum Teil zusätzlich auch Halberstädter Schnellzugwagen zum Einsatz. Im Laufe der Zeit wurde die Wagenanzahl auf heute fünf Doppelstockwagen erhöht, um dem hohen Fahrgastaufkommen dieser Linie Rechnung zu tragen. Auf der Regionalbahn-Linie 33 (Potsdam – Jüterbog) verkehrten modernisierte Leichtverbrennungstriebwagen der Baureihe 772.
Der ehemals im Personenverkehr bediente Turmbahnhof Bergholz zwischen Wetzlarer Bahn und Berliner Außenring wurde, da er seine Bedeutung verloren hatte, zum 23. Mai 1998 geschlossen. Nachdem die aus dem Sputnik resultierende Regionalbahnlinie 22 von Saarmund bis 2011 über Michendorf und Caputh (Umgehungsbahn) nach Potsdam Hauptbahnhof geführt wurde, verkehrt sie seit 2011 wieder über Golm und den Berliner Außenring. Der Bereich um Caputh mit dem dortigen Ausflugsgebiet an den Havelseen wird seitdem zusammen mit der Regionalbuslinie 607 der HVG von der Regionalbahnlinie 23 erschlossen. Der Bereich um den Bahnhof in Golm mit dem dortigen Universitätsstandort wird mittlerweile werktags im Halbstundentakt von den Linien RB 21 und RB 22 bedient.
Nachdem die Verbindungsstrecke Ferch-Lienewitz – Beelitz-Stadt stillgelegt wurde, verkehrte die RB-Linie 33 nun stündlich von Berlin-Wannsee über Michendorf nach Beelitz-Stadt und zweistündlich weiter bis Jüterbog. Zum Jahresbeginn 2008 wurde der Betrieb dieser Linie der Ostseeland-Verkehr übertragen, die diese als Märkische Regiobahn 33 mit Triebwagen der Baureihe 642 betrieb.
Mit Fahrplanwechsel im Dezember 2011 übernahm die Ostdeutsche Eisenbahn (ODEG) die Verbindung Berlin-Wannsee – Jüterbog. Auf der damals als OE 33 bezeichneten Linie werden Gelenktriebwagen der Baureihe 646 eingesetzt. Außerdem verkehrt aufgrund der bevorstehenden[veraltet] Inbetriebnahme des Flughafens Berlin Brandenburg seitdem die Linie RB 22 vom Potsdamer Hauptbahnhof über Golm und den Berliner Außenring. Vom Hauptbahnhof über Potsdam-Pirschheide verkehrt nun die RB 23 (Potsdam Hbf – Michendorf).
Zum Fahrplanwechsel am 9. Dezember 2012 wurden die Linienbezeichnungen vereinheitlicht, damit wurde auch die Linienbezeichnung OE 33 in RB 33 geändert.

## Aktuelle Situation und Projekte

### Straßenbahn

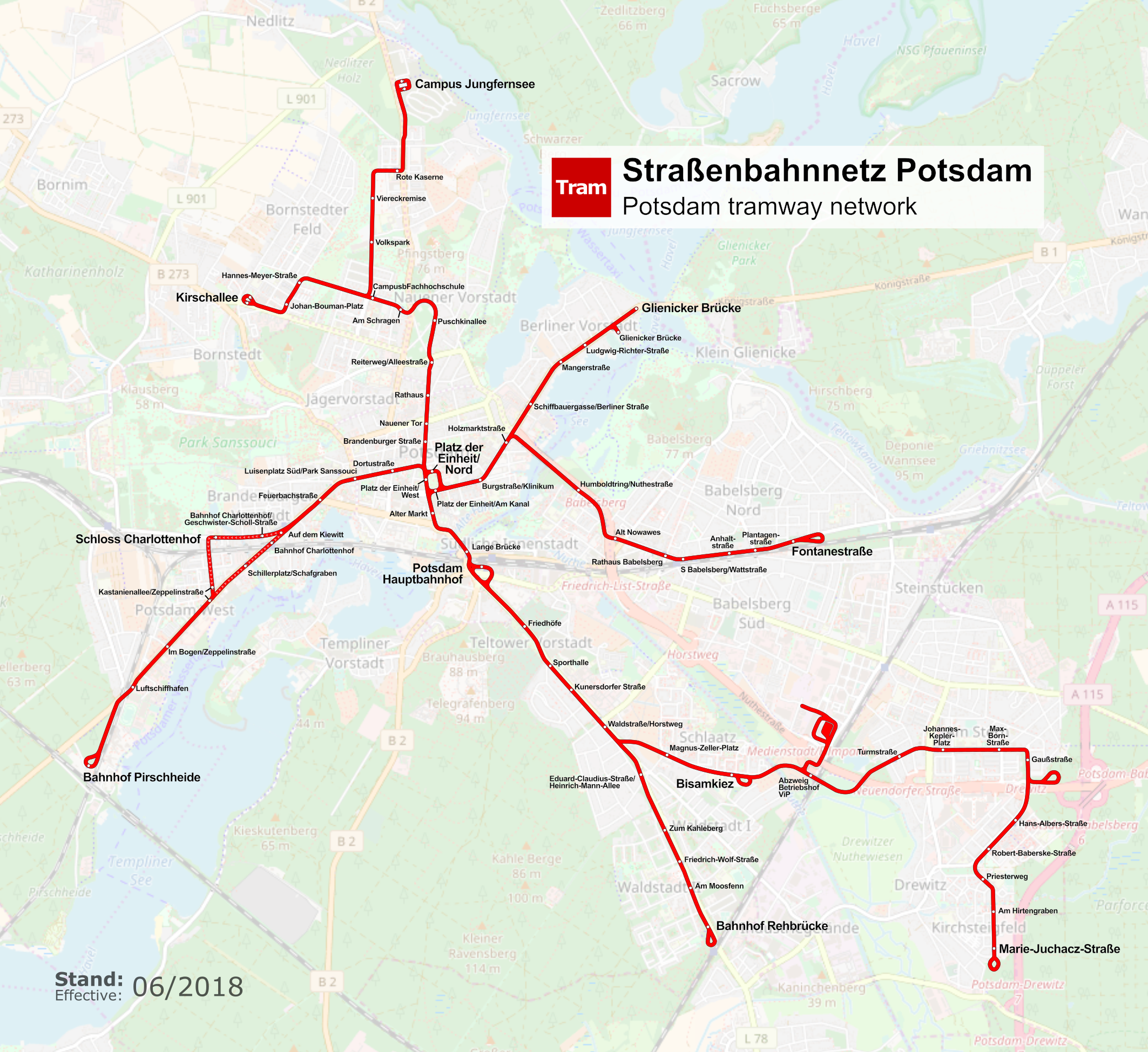
Straßenbahnnetz in Potsdam

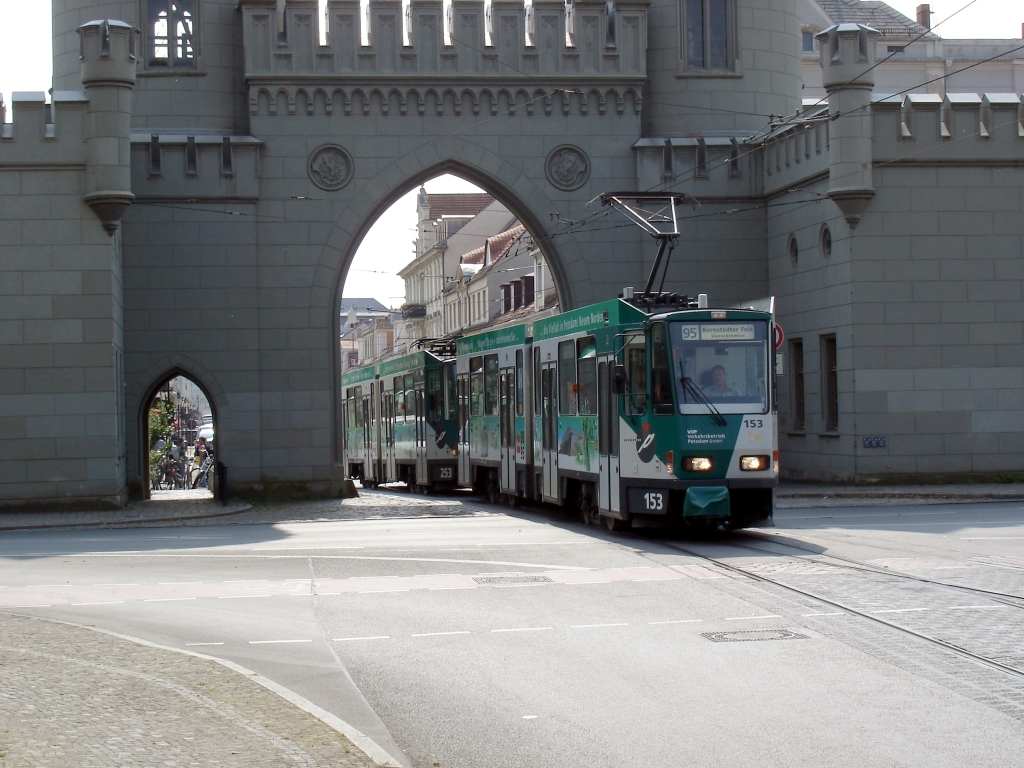
KT4Dm Tw. 153/253 am Nauener Tor

In Potsdam verkehren zurzeit folgende Straßenbahnlinien:
| Linie | Verlauf |
| 91 | Bf. Pirschheide <-> Bhf. Rehbrücke |
| 92 | Bornstedt, Kirschallee <-> S Hauptbahnhof (<-> Schlaatz, Bisamkiez, (Am Stern, Gausstr.(<-> Kirchsteigfeld, Marie-Juchacz-Straße))) 1 |
| 93 | Glienicker Brücke <-> Bhf. Rehbrücke                                                                                                  |
| 94 | (Bahnhof Pirschheide <->) Schloss Charlottenhof <-> Babelsberg, Fontanestraße 2                                                       |
| 96 | Campus Jungfernsee <-> Kirchsteigfeld, Marie-Juchacz-Straße                                                                           |
| 98 | (Schloss Charlottenhof <-> Bahnhof Rehbrücke) 3                                                                                       |
| 99 | Babelsberg, Fontanestraße <-> Platz der Einheit/Nord (<-> S Hauptbahnhof)⁴                                                            |
| 1 Einzelfahrten nur bis bzw. ab S Hauptbahnhof; nur am Wochenende bis bzw. ab Marie-Juchacz-Straße 2 nur in der Hauptverkehrszeit bis Bf Pirschheide 3 Verkehrt nur im schülerverkehr ⁴ Im Spätverkehr verlängert bis Hbf. | |
| Stand: 19. Mai 2025 | |

Der zentrale Umsteigepunkt des Straßenbahnnetzes ist der Platz der Einheit, der von allen Linien angefahren wird.
Die Straßenbahnlinien 91 bis 96 verkehren an allen Wochentagen, das heißt auch am Wochenende, nach einem einheitlichen Fahrplanschema. Dadurch soll für die Fahrgäste eine bessere Merkbarkeit gegeben sein. Grundschema der Straßenbahnlinien ist der 20-Minuten-Takt. Die Fahrpläne der Straßenbahn sind an den Verknüpfungspunkten Hauptbahnhof und Babelsberg auf die Berliner S-Bahn abgestimmt.
Die Linien 98 und 99 sind Verstärkerlinien, die nur zu bestimmten Zeiten verkehren. Sie gehören nur eingeschränkt zum Fahrplanschema. Die Linie 99 fährt zusätzlich abends. Auf der Linie 92 werden in der Hauptverkehrszeit zusätzliche Verstärkerfahrten auf der gesamten Strecke angeboten. Dadurch fahren die Linien 92 (mit 2 Kursen) und 96 (mit einem Kurs) im 6/7/7-Minuten-Takt, was wiederum dazu führt, dass 91 und 92 sowie 96 und 93 nicht mehr im Abstand von 10 Minuten fahren.

#### Fahrzeugbestand

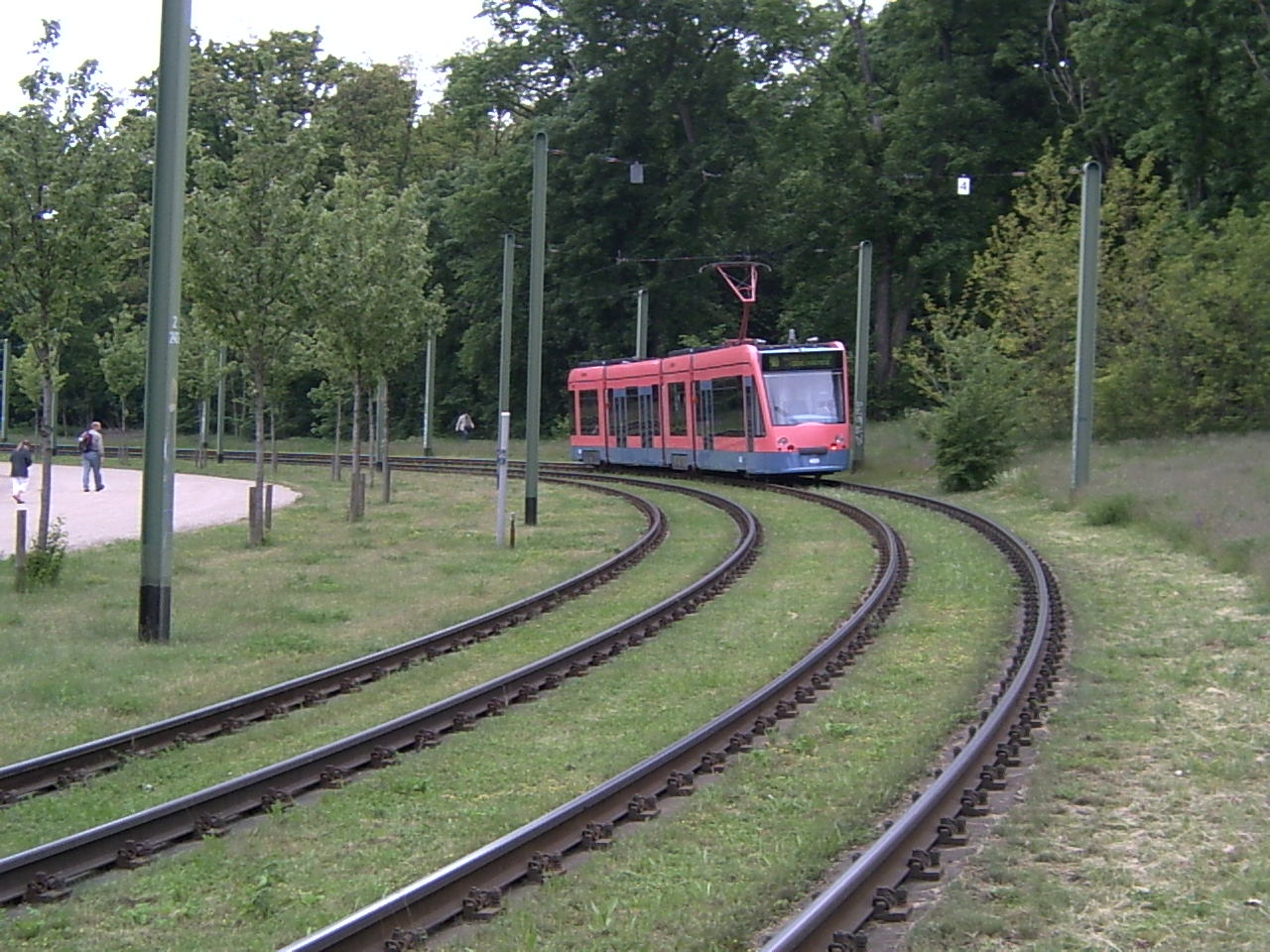
Combino Prototyp Tw 400 nahe der Hst. Puschkinallee

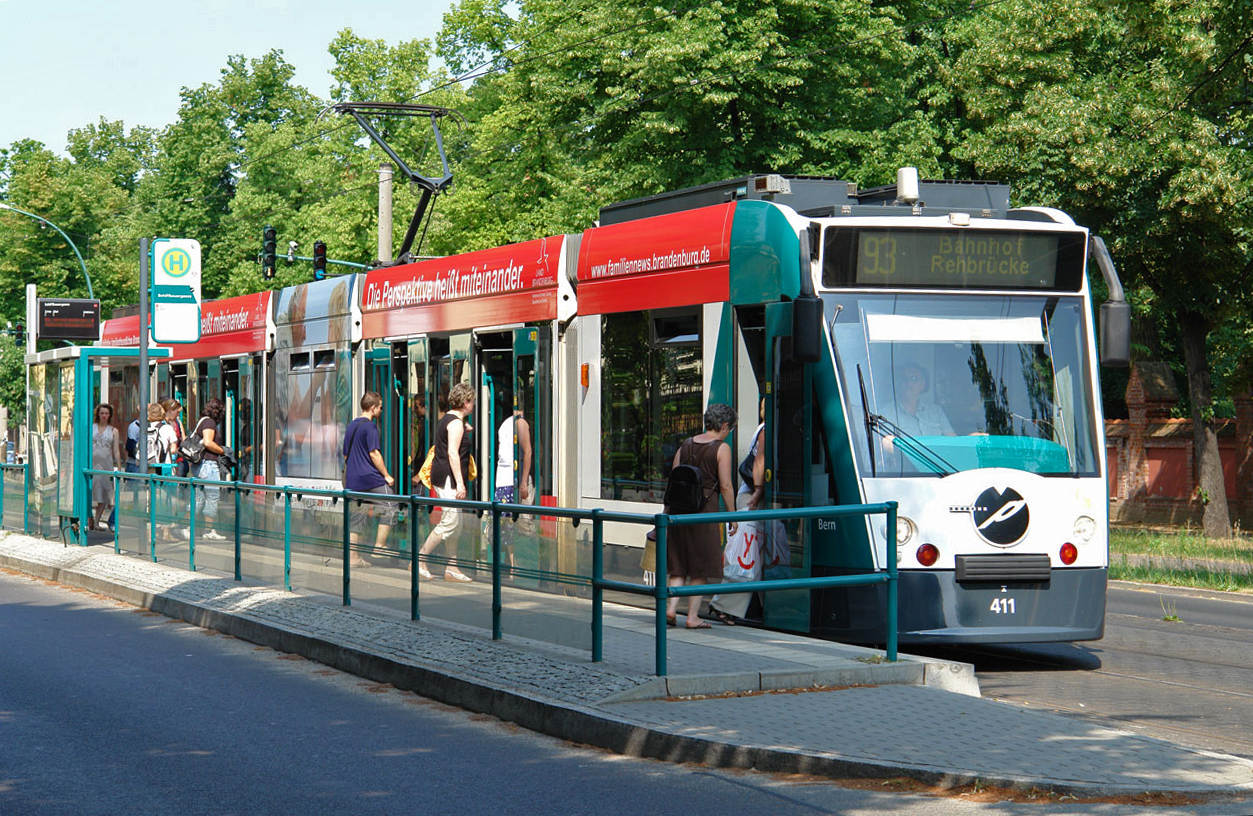
Straßenbahn-Triebzug vom Typ Combino an der Haltestelle Schiffbauergasse

Auf dem Streckennetz kommen 20 modernisierte Tatra-KT4D-Triebwagen, 17 Combino-Niederflurwagen von Siemens sowie 18 Variobahn-Wagen von Stadler zum Einsatz. und ab Juni 2025 die 13 neuen Tramlinks von Stadler.

### Omnibus

#### Stadtverkehr

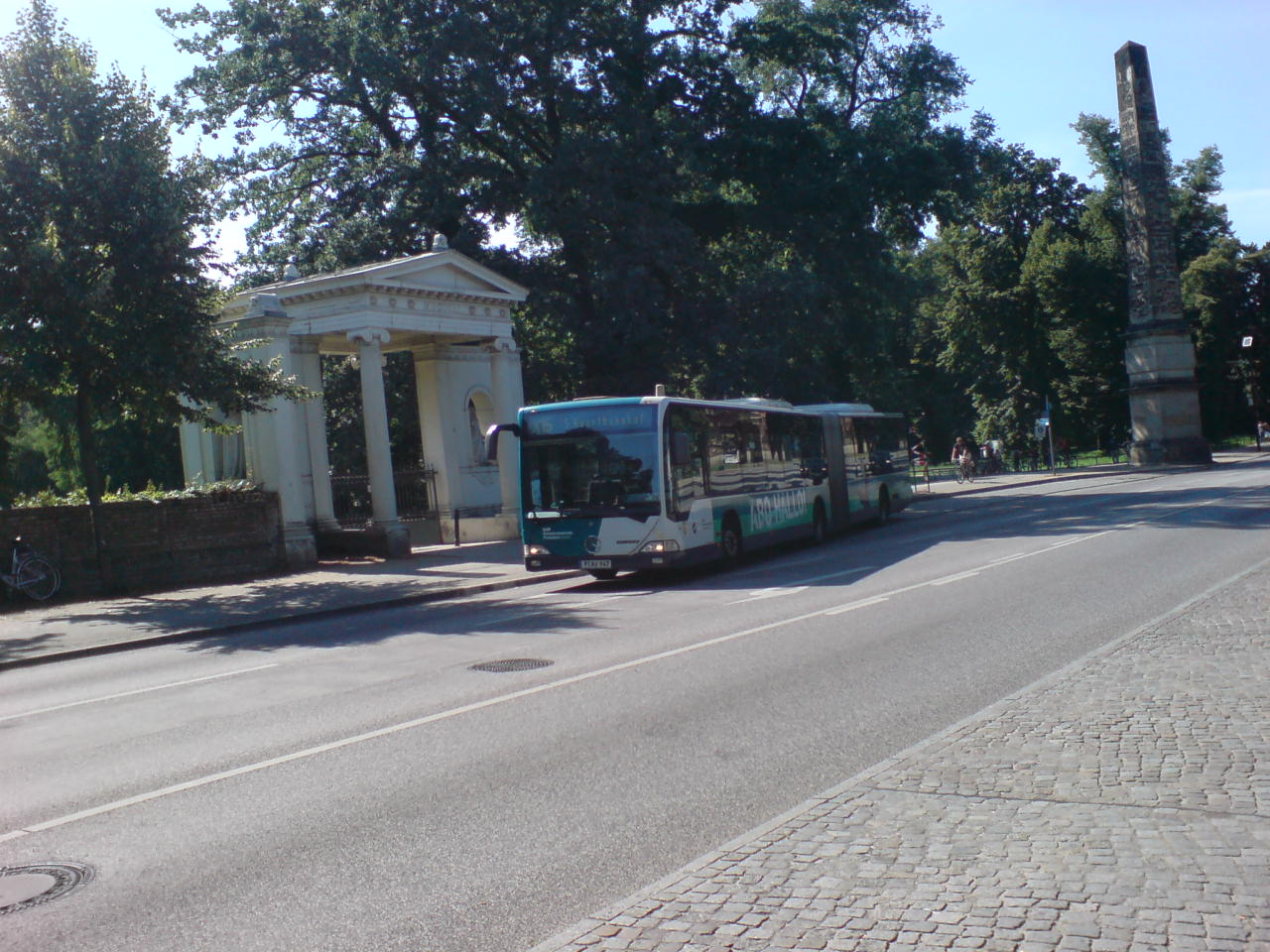
Ein Citaro-Gelenkbus auf der Schlösserlinie X15

Derzeit umfasst die Busflotte des Verkehrsbetrieb in Potsdam 54 Fahrzeuge (Stand April 2013). In den letzten Jahren wurden verstärkt Niederflurbusse der Typen Mercedes-Benz Citaro sowie des Herstellers Volvo vom Typ 7700A bezogen. Diese haben die seit Anfang der 1990er Jahre eingesetzten ältesten Fahrzeuge der Typen Mercedes-Benz O 405 GN, Mercedes-Benz O 405 N sowie MAN NL 202 und MAN NG 272 sukzessiv ersetzt. Der letzte Ikarus 280.02 wurde am 19. März 1996 eingesetzt. Einige der älteren Fahrzeuge vom Typ MB O 405 N sowie MB O 530 bzw. O 530 G gingen im Bestand der Firma Günter Anger Busvermietung über, die ihrerseits zeitweise Stadt-/Regionalbuslinien im Potsdamer Umland betrieb. Die von Anger übernommenen Fahrzeuge tragen bzw. trugen zum Teil noch die ViP-Lackierung und wurden zum Teil im Linienverkehr der Stadtlinien 603, 609, 612, 691, 692, 697 und 699 und in seltenen Ausnahmefällen auf der 696 eingesetzt. Zwei neue Solaris-Busse hat Anger ebenfalls im Design der ViP bezogen, die aber 2015 die ihren Dienst in den Regionalverkehr wechselten.
Gegenwärtig werden folgende Stadtbuslinien bedient:
| Linie | Verlauf |
| X5 | Bf. Golm – Neues Palais – S Potsdam Hauptbahnhof 1                                                                |
| X15 | (Neues Palais – Schloss Sanccouci – S Potsdam Hauptbahnhof) 2                                                     |
| 603 | Höhenstr. – Reiterweg/Alleestr. – Platz der Einheit/West                                                          |
| 605 | Science Park West – Schloss Charlottenhof – S Potsdam Hauptbahnhof                                                |
| 609 | Bf. Marquardt oder Kirche Kartzow – (Satzkorn –) Am Upstall – Campus Jungfernsee 4                                |
| 612 | Neu Töplitz, Wendeplatz – Bf. Golm – Campus Fachhochschule                                                        |
| 616 | S Babelsberg – Schloss Babelsberg – S Griebnitzsee Bf.                                                            |
| 638 | S+U Rathaus Spandau – Groß Glienicke – Campus Jungfernsee                                                         |
| 639 | Groß Glienicke, Waldsiedlung – Groß Glienicke, Am Park 5                                                          |
| 690 | S Potsdam Hauptbahnhof – Am Stern, Johannes-Kepler-Platz                                                          |
| 691 | S Potsdam Hauptbahnhof – Telegrafenberg                                                                           |
| 692 | Campus Jungfernsee oder Bornim, Institut für Agrartechnik – Klinikum 6                                            |
| 693 | S Babelsberg/Lutherplatz – Bf. Rehbrücke                                                                          |
| 694 | Hermannswerder, Küsselstraße – S Potsdam Hauptbahnhof – S Babelsberg – S Griebnitzsee Bf. – Drewitz, Stern-Center |
| 695 | S Potsdam Hauptbahnhof – Schloss Sanssouci – Alt-Golm                                                             |
| 696 | S Griebnitzsee Bf. – Studio Babelsberg – Drewitz, Robert-Baberske-Str.                                            |
| 697 | (Berlin, Gutspark Neukladow –) Bornstedt, Kirschallee – Bf. Pirschheide 7                                         |
| 698 | (Kirche Golm –) Science Park/Universität – Bornstedt, Kirschallee                                                 |
| 699 | Bf. Rehbrücke – Am Stern, Johannes-Kepler-Platz                                                                   |
| ¹ nur während der Vorlesungszeiten der Universität Potsdam ² nur samstags und sonntags von Frühling bis Herbst ³ im Schülerverkehr ab Paaren ⁴ nur Einzelfahrten ⁵ jede dritte Fahrt von bzw. nach Campus Jungfernsee; im Haupt- und Spätverkehr einige Fahrten von bzw. nach Campus Jungfernsee via Institut für Agrartechnik ⁶ jede dritte Fahrt von bzw. nach Gutspark Neukladow | |
| Stand: 19. Mai 2025 | |

Des Weiteren verkehren die Buslinien 118 und 316 der Berliner Verkehrsbetriebe im Potsdamer Stadtgebiet. Die Linie 118, die von aus Zehlendorf kommend Wannsee und Steinstücken mit Potsdam-Drewitz verbindet, wurde bis zum 1. April 2010 auch im Auftrag der BVG von der ViP bedient. Ab dem 9. Dezember 2018 bedient die BVG im Auftrag der ViP einzelne Fahrten der Buslinie 638. Neben ihrer regionalen Verbindungsfunktion erfüllen die regiobus-Linien 601 und 631 in Babelsberg bzw. Potsdam-West städtische Erschließungsfunktionen.

#### Regionalverkehr
Der Regionalverkehr wurde bis zum 1. Januar 2015 in erster Linie durch die Havelbus Verkehrsgesellschaft mbH abgewickelt. Am 1. Januar 2015 übernahm die Beelitzer Verkehrs- und Servicegesellschaft mbH den Großteil des Regionalen Busverkehrs in Potsdam-Mittelmark. Die wichtigsten Linien sind die Buslinien X 1 sowie 601 nach Stahnsdorf und Teltow, die schon zu DDR-Zeiten zu den am stärksten frequentierten Regionalbuslinien des Landes gehörten, ferner die Linie 631 nach Werder über Geltow.
Zum 1. Januar 2017 erfolgte eine weitere Umfirmierung von BVSG Beelitz und VGB Belzig in die regiobus Potsdam Mittelmark GmbH.
Im Moment verkehren diese Regionalbuslinien:
| Linie               | Verlauf                                                           | Betreiber |
| X1                  | S Potsdam Hbf – Teltow, Bahnhof                                   | regiobus  |
| X43                 | S Potsdam Hbf – Beelitz                                           | regiobus  |
| 580                 | S Potsdam Hbf – Werder – Lehnin – Bad Belzig                      | regiobus  |
| 601                 | S Potsdam Hbf – Teltow, Sigridshorst                              | regiobus  |
| 602                 | S Babelsberg/Lutherplatz – Teltow, Warthestr.                     | regiobus  |
| 604                 | S Potsdam Hbf – Falkensee                                         | HVG       |
| 607                 | S Potsdam Hbf – Caputh – Ferch (– Werder (Havel))                 | regiobus  |
| 608                 | S Potsdam Hbf – Michendorf – Wildenbruch – Dobbrikow              | regiobus  |
| 610                 | Potsdam, Bf. Charlottenhof – Wildpark-West                        | regiobus  |
| 611                 | (S Potsdam Hbf –) Potsdam, Bf. Rehbrücke – Saarmund (– Tremsdorf) | regiobus  |
| 614                 | S Potsdam Hbf – Ketzin Gutenpaaren                                | HVG       |
| 613                 | S Potsdam, Joh.-Kepler-pl. – Saarmund – Caputh                    | regiobus  |
| 631                 | S Potsdam Hbf – Werder (Havel) Bf.                                | regiobus  |
| 643                 | S Potsdam Hbf – Neuseddin – Beelitz                               | regiobus  |
| 650                 | S Potsdam Hbf – Nauen                                             | HVG       |
| 715                 | S Potsdam Hbf – Ludwigsfelde                                      | VTF       |
| 750                 | S Potsdam Hbf – Trebbin – Luckenwalde                             | VTF       |
| X19                 | S Potsdam Hbf – Ludwigsfelde Bhf.                                 | VTF       |
| Betreiberkürzel     |                                                                   |           |
| HVG                 | Havelbus Verkehrsgesellschaft mbH                                 |           |
| regiobus            | regiobus Potsdam Mittelmark GmbH                                  |           |
| VTF                 | Verkehrsgesellschaft Teltow-Fläming mbH                           |           |
| Stand: 19. Mai 2025 |                                                                   |           |

Die Fahrtenhäufigkeit der einzelnen Linien unterscheidet sich teilweise deutlich. Die Bandbreite reicht von nur zwei Fahrten am Morgen auf der Linie 602 bis zum überlagerten 10-Minuten-Takt der Linien X 1 und 601 sowie (in der Hauptverkehszeit) einem 10-Minuten-Takt der Linie 631.
Bei einigen Havelbus- / regiobus- und auch ViP-Linien tritt die Günter Anger Güterverkehrs GmbH & Co. Linienbusverkehr KG mit Sitz im Potsdamer Ortsteil Marquardt als Subunternehmer auf. Das entsprechende Schwesterunternehmen Günter Anger Güterverkehrs GmbH & Co. Omnibusvermietung KG bietet einen eigenwirtschaftlichen Flughafenschnellbus von S Potsdam Hbf zum Flughafen Berlin-Schönefeld an. Der erste Versuch begann am 9. Juni 2007, wurde aber aufgrund mangelnder Nachfrage und zu hoher Fahrpreise (keine Akzeptanz des VBB-Tarifs) am 28. August 2008 beendet. Der Betrieb verursachte dem Unternehmen mehrere hunderttausend Euro Verlust. Ein neuerlicher Anlauf startete am 1. April 2010, wobei das Angebot und die Tarifpolitik modifiziert wurden. Einerseits ist der Fahrplan mit 4 Fahrtenpaaren etwas ausgedünnt, andererseits wird neu mit einem Expresszuschlag zum VBB-Tarif gearbeitet.
Seit dem Fahrplanwechsel am 14. Dezember 2014 wird die Linie 580 und ab dem 10. Dezember 2017 die Linie 715 als PlusBus-Linie angeboten.

### Örtliche Besonderheiten

#### Verkehrsströme

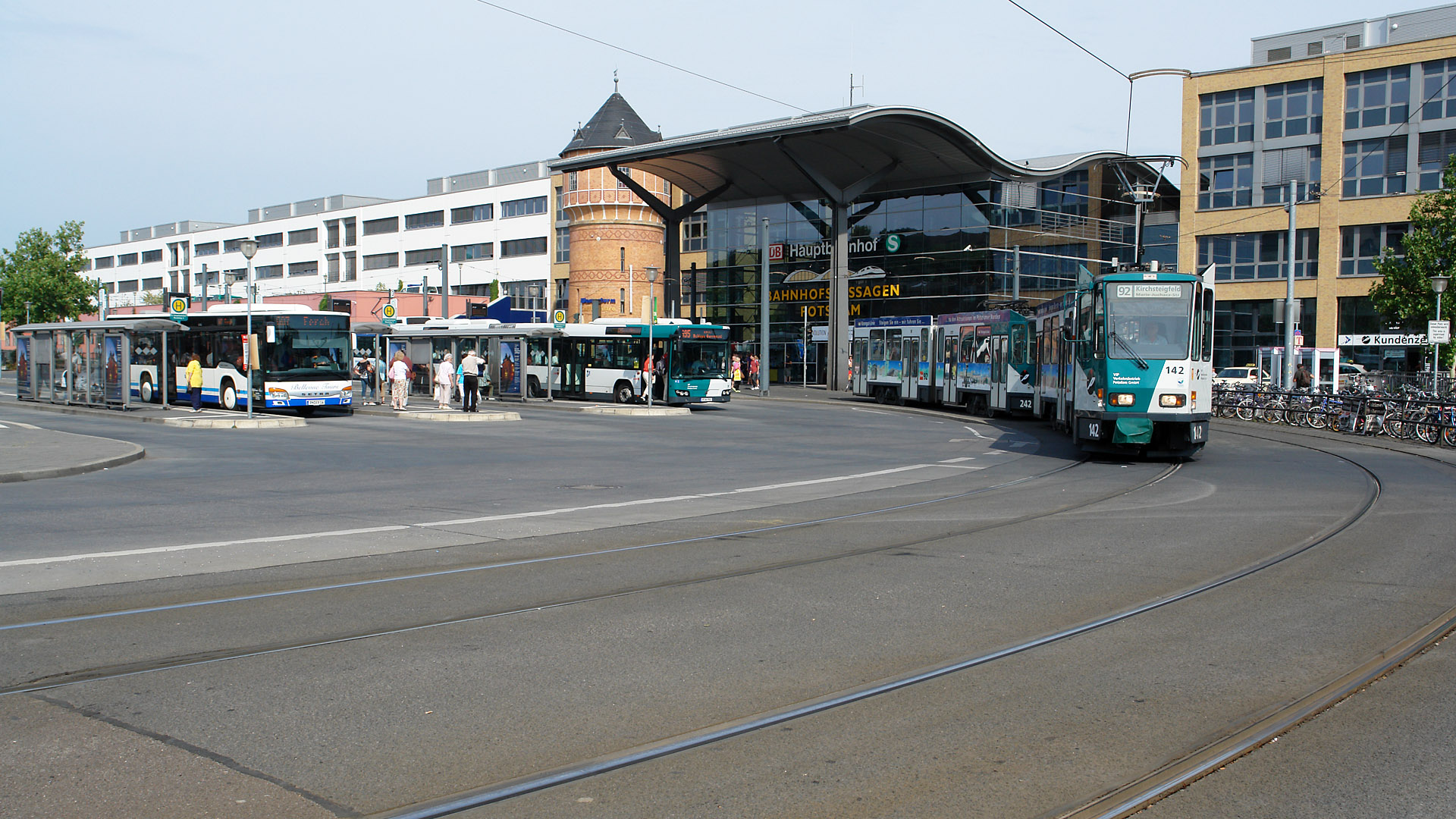
Der Busbahnhof mit der benachbarten Straßenbahnhaltestelle vor dem Potsdamer Hauptbahnhof ist ein zentraler Umsteigeknoten.

Mehr als 70 Prozent der Einwohner Potsdams wohnen südlich bzw. südöstlich der Havel, obwohl das Zentrum der Stadt nördlich der Havel liegt. Dies sorgt für enorme Verkehrsströme auf wenigen Achsen in der Stadt.
Als einzige deutsche Stadt hält Potsdam bei bestimmten Linien Fahrpläne vor, die einheitlich an allen Wochentagen gelten. Dadurch soll für den Kunden eine bessere Merkbarkeit gegeben sein. In der Verfügbarkeit städtischer Verkehrsmittel erzielt Potsdam somit einen Wettbewerbsvorteil. Grundschema der Straßenbahn- sowie der meisten Buslinien ist der 20-Minuten-Takt. Ausnahmen bilden zum Beispiel die Linie 698 von Campus Jungfernsee nach Bornstedt, Kirschallee, die während der Hauptverkehrszeit alle 30 Minuten verkehrt oder die Linie 697 die im 60-Minuten-Takt fährt. Die Fahrpläne vieler Linien sind auf die S-Bahn Berlin an den Verknüpfungspunkten Hauptbahnhof und Babelsberg abgestimmt.

#### Nachtverkehr
Gemessen an der mit zirka 180.000 Einwohnern vergleichsweise niedrigen Einwohnerzahl weist Potsdam einen guten Nachtverkehr auf, der alle wesentlichen Stadtviertel erreicht und seit der Eingemeindung von Eiche und Golm auch gezielter die nordwestlich gelegenen Ortsteile zu später Stunde anbindet. Am Wochenende wird das Nachtliniennetz verdichtet und am Hauptbahnhof besteht ein regelmäßiger Anschluss zwischen den einzelnen Nachtlinien.
Das städtische Nachtliniennetz setzt sich wie folgt zusammen:
| Linie               | Verlauf | Nächte des Betriebs |
| N14                 | Science Park/Universität – S Potsdam Hauptbahnhof – Bf. Rehbrücke – Am Stern, Johannes-Kepler-Platz                          | jede Nacht          |
| N15                 | Groß Glienicke, Birkenweg – S Potsdam Hauptbahnhof                                                                           | Nächte Fr/Sa, Sa/So |
| N15                 | Linientaxi: Neu Fahrland, H.-Heine-Weg – Fahrland, Am Upstall (– Campus Jungfernsee)                                         | Nächte Fr/Sa, Sa/So |
| N16                 | S Potsdam Hauptbahnhof – Platz der Einheit – Glienicker Brücke – S Wannsee Bf – S Nikolassee                                 | jede Nacht          |
| N17                 | Bornim, Institut für Agrartechnik – S Potsdam Hauptbahnhof – S Babelsberg – S Griebnitzsee – Am Stern, Johannes-Kepler-Platz | jede Nacht          |
| Stand: 19. Mai 2025 | |                     |

Zusätzlich gibt es Nachtlinien des Regionalverkehrs, die vor allem am Wochenende verkehren und das Nachtliniennetz im Stadtgebiet ergänzen:
| Linie                   | Verlauf                         | Nächte des Betriebs |
| 607                     | S Potsdam Hbf – Caputh          | Nächte Fr/Sa, Sa/So |
| 611                     | S Potsdam Hbf – Saarmund        | Nächte Fr/Sa, Sa/So |
| 631                     | S Potsdam Hbf – Werder, Bahnhof | Nächte Fr/Sa, Sa/So |
| 643                     | S Potsdam Hbf – Beelitz         | Nächte Fr/Sa, Sa/So |
| N13                     | S Potsdam Hbf – S Teltow Stadt  | Nächte täglich      |
| Stand: 9. Dezember 2018 |                                 |                     |

#### Vandalismus
Die Fahrzeuge und Anlagen des Nahverkehrs in Potsdam sind stark von Zerstörungen und Beschädigungen durch Vandalismus betroffen. Scratching oder andere Beschädigungen sind vor allem im hinteren Teil der Fahrzeuge oder an Haltestellen mit geringen Verkehrsaufkommen zu beobachten und im Vergleich mit anderen Verkehrsbetrieben überdurchschnittlich hoch. Verschiedene Methoden zur Bekämpfung der Sachbeschädigungen, wie das Anbringen von Kameras in den Fahrzeugen oder die Verwendung von speziell beschichteten Scheiben, zeigen bislang nur mäßigen Erfolg. Seit Sommer 2008 werden in den späten Stunden 22 „Fahrgastbegleiter“ in den Fahrzeugen eingesetzt.

## Regionaler Schienenverkehr
Folgende Eisenbahnlinien des Landes Brandenburg verkehren auch in Potsdam:
| RE 1                     | Magdeburg – Brandenburg – Potsdam Park Sanssouci – Potsdam Charlottenhof – Potsdam Hbf – Berlin-Wannsee – Berliner Stadtbahn – Frankfurt (Oder) (– Cottbus)         |
| RE 7                     | Dessau – Bad Belzig – Potsdam-Rehbrücke – Potsdam Medienstadt Babelsberg – Berliner Stadtbahn – Königs Wusterhausen – Lübbenau – Senftenberg                        |
| RB 20                    | (Potsdam Griebnitzsee –) Potsdam Hbf – Potsdam Charlottenhof – Potsdam Park Sanssouci – Golm – Hennigsdorf – Birkenwerder – Oranienburg                             |
| RB 21                    | Potsdam Hbf – Potsdam Charlottenhof – Potsdam Park Sanssouci – Golm – Wustermark – Dallgow-Döberitz – Berlin-Spandau – Berlin Gesundbrunnen                         |
| RB 22                    | (Potsdam Griebnitzsee –) Potsdam Hbf – Potsdam Charlottenhof – Potsdam Park Sanssouci – Golm – Potsdam Pirschheide – Saarmund – Flughafen BER – Königs Wusterhausen |
| RB 23                    | Golm – Potsdam Park Sanssouci – Potsdam Charlottenhof – Potsdam Hbf – Potsdam Griebnitzsee – Berliner Stadtbahn – Flughafen BER                                     |
| RB 33                    | Potsdam Hbf – Potsdam Charlottenhof – Potsdam Pirschheide – Caputh – Ferch-Lienewitz – Beelitz Stadt – Treuenbrietzen – Jüterbog                                    |
| RB 37                    | Berlin-Wannsee – Potsdam Medienstadt Babelsberg – Potsdam-Rehbrücke – Michendorf – Beelitz Stadt                                                                    |
| Stand: 11. Dezember 2024 | |

## Fährverbindung und Wasserverkehr

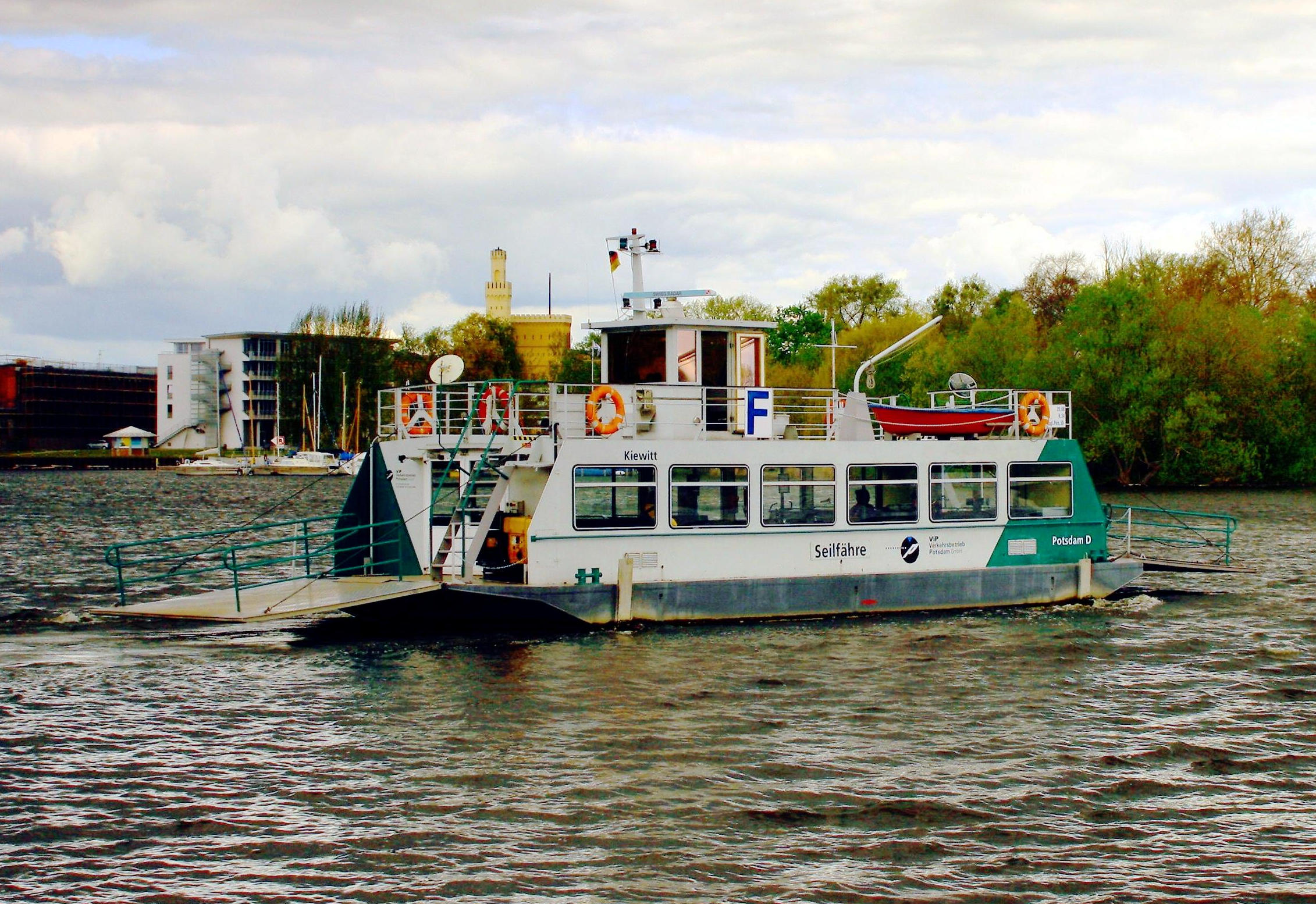
Fähre nach Hermannswerder

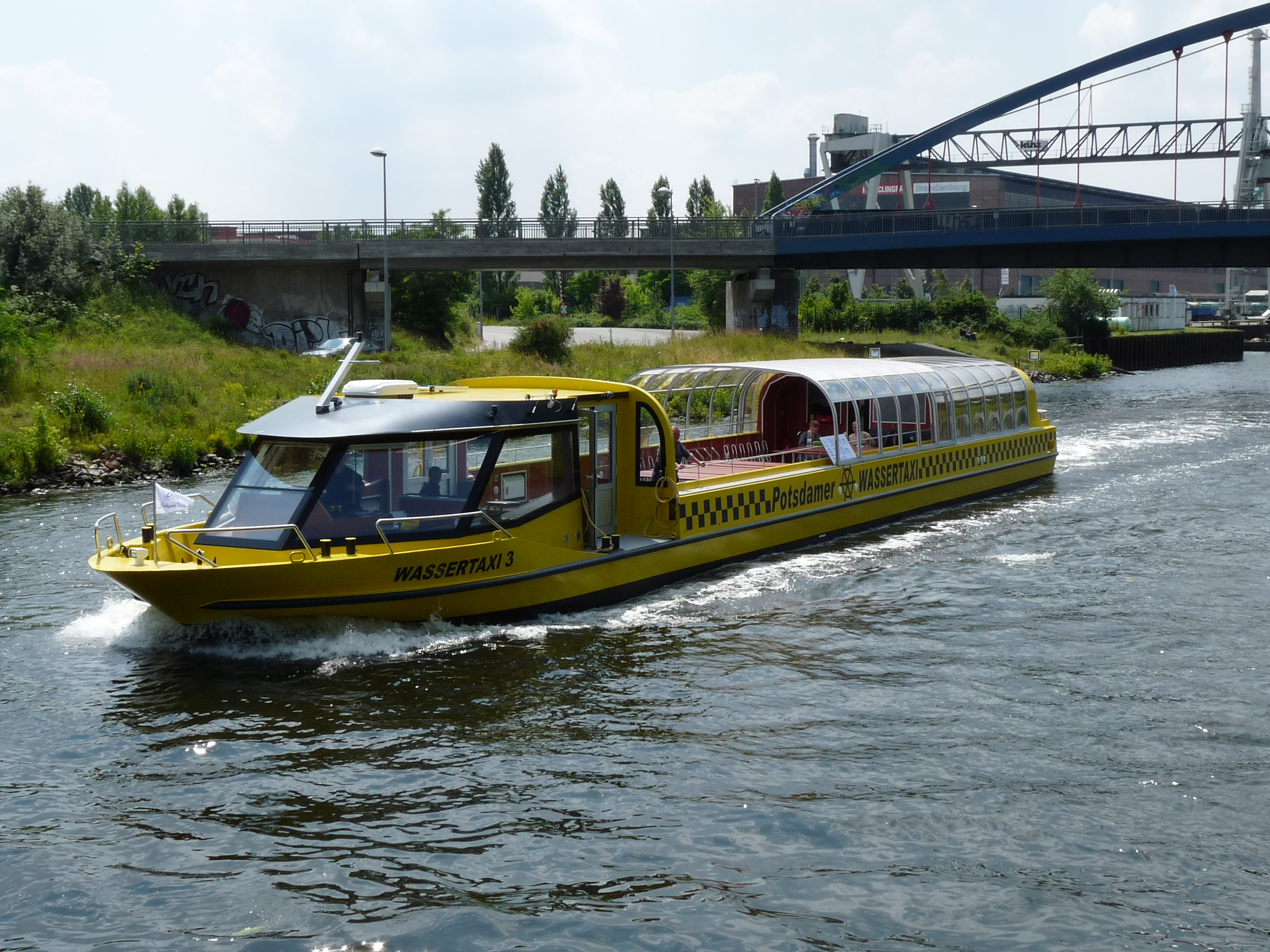
Potsdamer Wassertaxi 3

In Potsdam gibt es – neben den zahlreichen Ausflugsverbindungen der Weissen Flotte – eine Fährverbindung, die mit Fahrscheinen des ÖPNV, auch der Freifahrt für Schwerbehinderte genutzt werden kann. Die Linie 1 verbindet die Stationen Hermannswerder im Osten mit Auf dem Kiewitt im Westen und ermöglicht eine Überquerung der Havel vom Südwesten in Richtung Bahnhof Charlottenhof. Die Verbindung Kiewitt ↔ Tornow ist sehr alt und gehörte schon seit 1934 (mit einem Jahr Unterbrechung) zu den Stadtwerken Potsdam. Außerdem gab es die Fährverbindung Holzmarktstraße ↔ Park Babelsberg/Nowawes, die jedoch mit der Fertigstellung der Humboldtbrücke 1978 eingestellt wurde. Die dritte Fährverbindung Glienicker Brücke ↔ Sacrow musste aufgrund des Mauerbaus 1961 eingestellt werden. Sie wurde nach 1990 kurzzeitig privat betrieben. Mit der Einführung der Potsdamer Wassertaxis wird von diesen der Übersetzverkehr über den Jungfernsee übernommen.
Der Fährverkehr über die Havel zwischen dem Anleger Kiewitt und der Inselseite Herrmannswerder wurde mit kleinen Motorschiffen bewältigt, seit 1969 mit dem elektrisch betriebenem Fährschiff Hermannswerder. Später wurde der Fährverkehr durch eine kostengünstigere funkferngesteuerte Seilfähre ersetzt.
Nachdem im Jahr 2000 die Weisse Flotte Potsdam privatisiert wurde, stellt diese Linie die einzige Fährverbindung des Verkehrsbetriebs in Potsdam dar.
Die Überfahrt findet laut Fahrplan alle 15 Minuten statt und dauert drei Minuten. In der Vergangenheit häuften sich Unfälle mit der Freizeitschifffahrt, so dass es zu Ausfällen kam. Auch ein zu starker Eisgang lässt den Fährverkehr zum Erliegen kommen.
Seit 2007 bietet die Weisse Flotte Potsdam mit zwei Schiffen auch das Potsdamer Wassertaxi an, das in der Sommersaison nach regelmäßigem Fahrplan verkehrt und 13 verschiedene Stationen in Potsdam und den umliegenden Havelseen ansteuert.

### Bücher
- Autorenkollektiv: Straßenbahn-Archiv Band 6. Transpress, Verlag für Verkehrswesen, Berlin, 1984.
- Michael Günther, Wolf-Dietger Machel: Potsdamer Nahverkehr: Straßenbahn und Obus in Brandenburgs Landeshauptstadt. Geramond-Verlag, München 1999, ISBN 3-932785-03-7.

### Zeitschriften und sonstige Publikationen
- DVN: Die KT4D Prototypen – Geschichte! Gegenwart!? Zukunft? Denkmalpflege-Verein Nahverkehr Berlin, vermutlich 1996.
- Wolfgang Kramer: Die Straßenbahn ins Kirchsteigfeld. In: Berliner Verkehrsblätter, Ausgabe Juli 1998.
- Jörg-Peter Schultze: Auf neuen Tramgleisen in den Norden. In: Verkehrsbetrieb in Potsdam GmbH (Hrsg.): Die Tram kommt in den Neuen Norden Potsdams. Sonderveröffentlichung anlässlich der Streckeneröffnung zur Kirschallee, Potsdam Dezember 1999
- Verkehrsbetrieb in Potsdam GmbH: Potsdamer Straßenbahngeschichte. Verkehrsbetrieb in Potsdam GmbH, 2005
- Verkehrsbetrieb in Potsdam GmbH: Der Stadtbus in Potsdam gestern und heute. Herausgeber: ViP Verkehrsbetrieb in Potsdam, September 2001